# Duvy
Duvy és un municipi francès, situat al departament de l'Oise i a la regió dels Alts de França. L'any 2007 tenia 440 habitants.

## Demografia

### Població
El 2007 la població de fet de Duvy era de 440 persones. Hi havia 162 famílies de les quals 38 eren unipersonals (19 homes vivint sols i 19 dones vivint soles), 56 parelles sense fills, 64 parelles amb fills i 4 famílies monoparentals amb fills.
La població ha evolucionat segons el següent gràfic:
Habitants censats

### Habitatges
El 2007 hi havia 180 habitatges, 168 eren l'habitatge principal de la família, 1 era una segona residència i 10 estaven desocupats. 153 eren cases i 25 eren apartaments. Dels 168 habitatges principals, 119 estaven ocupats pels seus propietaris, 44 estaven llogats i ocupats pels llogaters i 5 estaven cedits a títol gratuït; 3 tenien una cambra, 14 en tenien dues, 28 en tenien tres, 45 en tenien quatre i 78 en tenien cinc o més. 130 habitatges disposaven pel capbaix d'una plaça de pàrquing. A 58 habitatges hi havia un automòbil i a 96 n'hi havia dos o més.

### Piràmide de població
La piràmide de població per edats i sexe el 2009 era:
| Homes | Edats   | Dones |
| ----- | ------- | ----- |
| 0     | 95 o +  | 0     |
| 0     | 90 a 94 | 4     |
| 4     | 85 a 89 | 0     |
| 0     | 80 a 84 | 0     |
| 0     | 75 a 79 | 0     |
| 0     | 70 a 74 | 4     |
| 4     | 65 a 69 | 8     |
| 24    | 60 a 64 | 12    |
| 20    | 55 a 59 | 20    |
| 44    | 50 a 54 | 28    |
| 0     | 45 a 49 | 20    |
| 4     | 40 a 44 | 8     |
| 16    | 35 a 39 | 8     |
| 12    | 30 a 34 | 20    |
| 36    | 25 a 29 | 12    |
| 4     | 20 a 24 | 16    |
| 8     | 15 a 19 | 8     |
| 12    | 10 a 14 | 28    |
| 24    | 5 a 9   | 8     |
| 4     | 0 a 4   | 0     |

## Economia
El 2007 la població en edat de treballar era de 305 persones, 214 eren actives i 91 eren inactives. De les 214 persones actives 191 estaven ocupades (100 homes i 91 dones) i 22 estaven aturades (11 homes i 11 dones). De les 91 persones inactives 39 estaven jubilades, 26 estaven estudiant i 26 estaven classificades com a «altres inactius».

### Ingressos
El 2009 a Duvy hi havia 163 unitats fiscals que integraven 431 persones, la mediana anual d'ingressos fiscals per persona era de 21.559 €.

### Activitats econòmiques
Dels 12 establiments que hi havia el 2007, 1 era d'una empresa extractiva, 1 d'una empresa alimentària, 2 d'empreses de fabricació d'altres productes industrials, 2 d'empreses de comerç i reparació d'automòbils, 1 d'una empresa de transport, 1 d'una empresa d'hostatgeria i restauració, 1 d'una empresa financera, 2 d'empreses de serveis i 1 d'una entitat de l'administració pública.
L'any 2000 a Duvy hi havia 7 explotacions agrícoles que ocupaven un total de 636 hectàrees.

## Equipaments sanitaris i escolars
El 2009 hi havia una escola maternal integrada dins d'un grup escolar amb les comunes properes formant una escola dispersa.

## Poblacions més properes
El següent diagrama mostra les poblacions més properes.